# Sumner Locke Elliott
Sumner Locke Elliott (Sydney, 17 ottobre 1917 – New York, 24 giugno 1991) è stato uno scrittore, commediografo e sceneggiatore australiano naturalizzato statunitense.

## Biografia
Sumner Locke Elliott nasce il 17 ottobre 1917 a Kogarah, sobborgo di Sydney, dal ragioniere Henry Logan Elliott e dalla scrittrice Helena Sumner Locke.
Persa la madre per eclampsia il giorno successivo alla nascita e abbandonato dal padre, viene cresciuto dagli zii (dopo una feroce battaglia di custodia che sarà alla base del suo romanzo d'esordio, Silenzio, potrebbe sentirci...) e compie gli studi alla Cranbrook School e alla Neutral Bay High.
Appassionatosi al teatro da giovanissimo, a 16 anni inizia a produrre testi teatrali per l'Independent Theatre dei quali è attore, regista e sceneggiatore e scrive radiodrammi per la compagnia di George Edwards prima dell'avvento della seconda guerra mondiale che lo vede dattilografo nell'esercito in varie località dell'entroterra australiano.
In seguito alle polemiche per l'uso di linguaggio osceno nella sua commedia Rusty Bugles, decide di trasferirsi negli Stati Uniti nel 1948 e diventa cittadino statunitense nel 1955.
Pubblica il suo primo romanzo, Silenzio, potrebbe sentirci... nel 1963 vincendo il Miles Franklin Award e in seguito dà alle stampe altri dieci romanzi e viene insignito nel 1977 del Premio Patrick White.
Prolifico sceneggiatore televisivo per la CBS e la NBC, muore all'età di 73 anni a Manhattan il 24 giugno 1991 a causa di un carcinoma del colon-retto.

## Opere

### Romanzi
- Silenzio, potrebbe sentirci... (Careful, He Might Hear You, 1963), Milano, Dall'Oglio, 1966 traduzione di Marisa Vassalle
- Some Doves and Pythons (1966)
- Edens Lost (1969)
- The Man Who Got Away (1972)
- Going (1975)
- Water Under the Bridge (1977)
- Rusty Bugles (1980)
- Signs of Life (1981)
- About Tilly Beamis (1985)
- Waiting for Childhood (1987)
- Fairyland (1990)

### Raccolte di racconti
- Radio Days (1993)

### Teatro
- Storm (1931)
- Interval (1939)
- The Cow Jumped Over the Moon (1939)
- The Little Sheep Run Fast (1940)
- Goodbye to the Music (1942)
- Your Obedient Servant (1943)
- The Invisible Circus (1946)
- Wicked Is the Vine
- Rusty Bugles (1948)
- Buy Me Blue Ribbons (1951)
- John Murray Anderson's Almanac (1953)

## Televisione (parziale)

### Sceneggiatore e/o soggettista
- Lights Out (serie TV) episodi 2x04 e 2x10 (1949)
- Studio One (serie TV) episodi 2x11, 2x14, 2x25, 3x06, 3x17, 3x18, 4x17, 4x28, 5x42, 10x18 (1949-1953)
- Matinee Theatre (serie TV) (1956) episodi 1x53 e 1x57
- Playhouse 90 (serie TV) episodi 4x05 (1959)

## Adattamenti cinematografici
- Careful, He Might Hear You, regia di Carl Schultz (1983)

## Premi e riconoscimenti
- Miles Franklin Award: 1963 vincitore con Silenzio, potrebbe sentirci...
- Premio Patrick White: 1977